# Olympische Winterspiele 2018/Teilnehmer (Serbien)
| Gelbes Symbol für Goldmedaillen mit stilisierten Olympischen Ringen | Graues Symbol für Silbermedaillen mit stilisierten Olympischen Ringen | Braundes Symbol für Bronzemedaillen mit stilisierten Olympischen Ringen |
| ------------------------------------------------------------------- | --------------------------------------------------------------------- | ----------------------------------------------------------------------- |
| —                                                                   | —                                                                     | —                                                                       |

Bei den Olympischen Winterspielen 2018 nahm Serbien mit vier Athleten in zwei Disziplinen teil, davon drei Männer und eine Frau. Fahnenträgerin bei der Eröffnungsfeier war die Skirennläuferin Nevena Ignjatović.

## Teilnehmer nach Sportarten

### Ski Alpin
| Athleten          | Wettbewerbe  | 1. Lauf     | 2. Lauf       | Gesamt        | Gesamt        |
| Athleten          | Wettbewerbe  | Zeit        | Zeit          | Zeit          | Rang          |
| ----------------- | ------------ | ----------- | ------------- | ------------- | ------------- |
| Frauen            |              |             |               |               |               |
| Nevena Ignjatović | Riesenslalom | 1:14,41 min | 1:10,99 min   | 2:25,40 min   | 26            |
| Nevena Ignjatović | Slalom       | 52,10 s     | 51,38 s       | 1:43,48 min   | 26            |
| Nevena Ignjatović | Kombination  | 1:42,88 min | 42,23 s       | 2:25,11 min   | 14            |
| Männer            |              |             |               |               |               |
| Marko Stevović    | Abfahrt      | −           | −             | 1:49,50 min   | 51            |
| Marko Stevović    | Super-G      | −           | −             | 1:31,70 min   | 46            |
| Marko Stevović    | Riesenslalom | 1:17,42 min | 1:15,79 min   | 2:33,21 min   | 45            |
| Marko Stevović    | Slalom       | DNF         | ausgeschieden | ausgeschieden | ausgeschieden |
| Marko Stevović    | Kombination  | 1:24,47 min | DSQ           | DSQ           | DSQ           |
| Marko Vukićević   | Abfahrt      | −           | −             | 1:45,36 min   | 41            |
| Marko Vukićević   | Super-G      | −           | −             | DNF           | DNF           |
| Marko Vukićević   | Riesenslalom | 1:14,64 min | 1:16,71 min   | 2:31,35 min   | 41            |
| Marko Vukićević   | Slalom       | DNF         | ausgeschieden | ausgeschieden | ausgeschieden |
| Marko Vukićević   | Kombination  | 1:21,31 min | 50,43 s       | 2:11,74 min   | 25            |

### Skilanglauf
| Männer       |                |             |    |               |               |               |               |               |               |    |
| Damir Rastić | Sprint         | 3:50,65 min | 75 | ausgeschieden | ausgeschieden | ausgeschieden | ausgeschieden | ausgeschieden | ausgeschieden | 75 |
| Damir Rastić | 15 km Freistil | −           | −  | −             | −             | −             | −             | 37:47,5 min   | 68            | 68 |